# Mihkel Ainsalu
Mihkel Ainsalu (Tartu, 8 maart 1996) is een Estisch voetballer die als middenvelder voor FCI Levadia Tallinn speelt.

## Carrière
Mihkel Ainsalu speelde in de jeugd van Operi JK en Nõmme Kalju FC. Hier debuteerde hij op 20 juli 2013 in het eerste elftal in de met 3-0 gewonnen thuiswedstrijd tegen JK Tammeka Tartu. Hier werd hij in de loop van 2014 een vaste waarde, waarna hij in 2015 de overstap maakte naar topclub Flora Tallinn. Hier speelde hij tot 2020. Hij werd vier keer kampioen met Flora, won twee keer de beker en eenmaal de supercup. In 2020 vertrok hij naar het Oekraïense FK Lviv, waar zijn contract na een half jaar werd ontbonden. Hierna speelde hij een half jaar op het tweede niveau van Denemarken, bij FC Helsingør. Hierna keerde hij terug naar Estland, waar hij voor Tallinna JK Legion en Levadia Tallinn speelde. In 2022 zou hij een contract tekenen bij een Oekraïense club, maar op de dag dat hij zou tekenen viel Rusland Oekraïne binnen. Ainsalu zag van deze transfer af en tekende vervolgens na een proefperiode bij Telstar. Hij debuteerde in de Eerste divisie op 8 augustus 2022, in de met 1-1 gelijkgespeelde uitwedstrijd tegen Jong Ajax. Op 23 september scoorde hij tegen VVV-Venlo zijn enige doelpunt voor Telstar. In de loop van de eerste seizoenshelft raakte hij zijn basisplaats kwijt. In de winterstop werd in samenspraak zijn contract bij Telstar ontbonden, waarna hij naar Levadia Tallinn terugkeerde.

### Statistieken
| Seizoen                       | Club                 | Land           | Competitie     | Competitie | Competitie | Beker | Beker | Overig | Overig | Totaal | Totaal |
| Seizoen                       | Club                 | Land           | Competitie     | Wed.       | Dlp.       | Wed.  | Dlp.  | Wed.   | Dlp.   | Wed.   | Dlp.   |
| ----------------------------- | -------------------- | -------------- | -------------- | ---------- | ---------- | ----- | ----- | ------ | ------ | ------ | ------ |
| 2012                          | Nõmme Kalju FC II    | Estland        | II Liiga       | 13         | 1          | 2     | 0     | –      | –      | 15     | 1      |
| 2013                          | Nõmme Kalju FC II    | Estland        | Esiliiga B     | 26         | 10         | 0     | 0     | –      | –      | 26     | 10     |
| 2013                          | Nõmme Kalju FC       | Estland        | Meistriliiga   | 3          | 0          | 1     | 0     | 0      | 0      | 4      | 0      |
| 2014                          | Nõmme Kalju FC II    | Estland        | Esiliiga       | 17         | 1          | 0     | 0     | –      | –      | 17     | 1      |
| 2014                          | Nõmme Kalju FC       | Estland        | Meistriliiga   | 10         | 0          | 1     | 0     | 2      | 0      | 13     | 0      |
| 2015                          | FC Flora Tallinn II  | Estland        | Esiliiga       | 5          | 2          | 0     | 0     | –      | –      | 5      | 2      |
| 2015                          | FC Flora Tallinn     | Estland        | Meistriliiga   | 14         | 2          | 3     | 0     | 0      | 0      | 17     | 2      |
| 2016                          | FC Flora Tallinn     | Estland        | Meistriliiga   | 26         | 2          | 5     | 0     | 2      | 0      | 33     | 2      |
| 2017                          | FC Flora Tallinn     | Estland        | Meistriliiga   | 35         | 8          | 0     | 0     | 3      | 1      | 38     | 9      |
| 2018                          | FC Flora Tallinn     | Estland        | Meistriliiga   | 22         | 2          | 4     | 0     | 3      | 0      | 29     | 2      |
| 2018                          | FC Flora Tallinn –21 | Estland        | Esiliiga       | 2          | 1          | 0     | 0     | –      | –      | 2      | 1      |
| 2019                          | FC Flora Tallinn     | Estland        | Meistriliiga   | 26         | 5          | 1     | 0     | 4      | 1      | 31     | 6      |
| 2019                          | FC Flora Tallinn –21 | Estland        | Esiliiga       | 1          | 0          | 0     | 0     | –      | –      | 1      | 0      |
| 2020                          | FC Flora Tallinn     | Estland        | Meistriliiga   | 3          | 0          | 2     | 0     | 0      | 0      | 5      | 0      |
| 2020/21                       | FK Lviv              | Oekraïne       | Premjer Liha   | 11         | 0          | 0     | 0     | –      | –      | 11     | 0      |
| 2020/21                       | FC Helsingør         | Denemarken     | 1. division    | 6          | 0          | 0     | 0     | –      | –      | 6      | 0      |
| 2021                          | Tallinna JK Legion   | Estland        | Meistriliiga   | 13         | 3          | 1     | 1     | –      | –      | 14     | 4      |
| 2022                          | FCI Levadia Tallinn  | Estland        | Meistriliiga   | 5          | 0          | 0     | 0     | –      | –      | 5      | 0      |
| 2022/23                       | Telstar              | Nederland      | Eerste divisie | 12         | 1          | 1     | 0     | 0      | 0      | 13     | 1      |
| 2023                          | FCI Levadia Tallinn  | Estland        | Meistriliiga   | 31         | 2          | 0     | 0     | 2      | 0      | 33     | 2      |
| Carrièretotaal                | Carrièretotaal       | Carrièretotaal | Carrièretotaal | 281        | 40         | 21    | 1     | 16     | 2      | 318    | 43     |
| Bijgewerkt op 17 oktober 2023 |                      |                |                |            |            |       |       |        |        |        |        |

### Interlandcarrière
In 2017 werd Ainsalu voor het eerst geselecteerd voor het Estisch voetbalelftal voor een trip van drie oefenwedstrijden in Oceanië. Hij debuteerde als basisspeler tegen Vanuatu en viel enkele dagen later in tegen Nieuw-Caledonië. Hierna speelde hij nog een oefenwedstrijd tegen Zweden. Na anderhalf jaar werd hij in 2019 weer geselecteerd voor Estland, voor kwalificatiewedstrijden voor het EK 2020.
| Interlands van Mihkel Ainsalu voor Estland | Interlands van Mihkel Ainsalu voor Estland | Interlands van Mihkel Ainsalu voor Estland | Interlands van Mihkel Ainsalu voor Estland | Interlands van Mihkel Ainsalu voor Estland | Interlands van Mihkel Ainsalu voor Estland |
| №                                          | Datum                                      | Wedstrijd                                  | Uitslag                                    | Soort wedstrijd                            | Doelpunten                                 |
| Als speler bij FC Flora Tallinn            | Als speler bij FC Flora Tallinn            | Als speler bij FC Flora Tallinn            | Als speler bij FC Flora Tallinn            | Als speler bij FC Flora Tallinn            | Als speler bij FC Flora Tallinn            |
| ------------------------------------------ | ------------------------------------------ | ------------------------------------------ | ------------------------------------------ | ------------------------------------------ | ------------------------------------------ |
| 1.                                         | 23 november 2017                           | Vanuatu − Estland                          | 0 – 1                                      | Vriendschappelijk                          | 0                                          |
| 2.                                         | 26 november 2017                           | Nieuw-Caledonië − Estland                  | 1 – 1                                      | Vriendschappelijk                          | 0                                          |
| 3.                                         | 7 januari 2018                             | Zweden − Estland                           | 1 – 1                                      | Vriendschappelijk                          | 0                                          |
| 4.                                         | 9 september 2019                           | Estland − Nederland                        | 0 – 4                                      | EK 2020 kwalificatie                       | 0                                          |
| 5.                                         | 13 oktober 2019                            | Estland − Duitsland                        | 0 – 3                                      | EK 2020 kwalificatie                       | 0                                          |
| 6.                                         | 14 november 2019                           | Oekraïne − Estland                         | 1 – 0                                      | Vriendschappelijk                          | 0                                          |
| 7.                                         | 19 november 2019                           | Nederland − Estland                        | 5 – 0                                      | EK 2020 kwalificatie                       | 0                                          |
| Als speler bij FK Lviv                     |                                            |                                            |                                            |                                            |                                            |
| 8.                                         | 5 september 2020                           | Estland − Georgië                          | 0 – 1                                      | UEFA Nations League 2020/21 C              | 0                                          |
| 9.                                         | 8 september 2020                           | Armenië − Estland                          | 2 – 0                                      | UEFA Nations League 2020/21 C              | 0                                          |
| 10.                                        | 7 oktober 2020                             | Estland − Litouwen                         | 1 – 3                                      | Vriendschappelijk                          | 0                                          |
| 11.                                        | 11 oktober 2020                            | Estland − Noord-Macedonië                  | 3 – 3                                      | UEFA Nations League 2020/21 C              | 0                                          |
| 12.                                        | 11 november 2020                           | Italië − Estland                           | 4 – 0                                      | Vriendschappelijk                          | 0                                          |
| 13.                                        | 15 november 2020                           | Noord-Macedonië − Estland                  | 2 – 1                                      | UEFA Nations League 2020/21 C              | 0                                          |